# アクアリア
アクアリア（Aquaria）は、ブラジルのヘヴィメタルバンド。

## 来歴
1999年ブラジルのリオ・デ・ジャネイロで結成された。
当初ウィラプルというバンド名で活動を始め、5曲入りの1stデモ「ヒア・カムス･ザ・ライフ」を完成させた。このデモはブラジルを中心に話題を呼び、ブラジル国内のヘヴィ・メタル専門誌でも取り上げられた。
「ブラジルネット」なるゴールデンタイムに放映している番組へ出演した。
2ndデモ「フレイムス・オブ・トリニティー」を制作し、インターネット上で世界的に話題となった。その後、バンド名を「ウィラプル」から「アクアリア」と改名した。
アングラのギタリスト、ラファエル・ビッテンコートを迎え、
1stアルバム『ルクスイテルナ』の製作を開始する。
ミックスをラプソディー・オブ・ファイアの作品も担当したエンジニアであるサシャ・ピートに依頼し、2005年3月24日デビューアルバム『ルクスイテルナ』をリリース。
しかし、デビュー直後にバンドは分裂。ギタリストのLeandro Gomesが解雇され、ヴォーカリストのヴィトール・ヴェイガも脱退。 そして、彼のバンドでもあったエンドレスを再起させた。バンドは後任メンバーを探しつつ、2ndアルバムのソングライティングを進めるが、メンバーを探すのに難航した。
2007年に入り、ヴィトールがバンドに再加入をした。この時ヴィトールは、エンドレスとアクアリアを並行して活動していくことになった。ギタリストにはエンドレスのメンバーでもあるグスタヴォ・ディ・パデュアとウィラプルのギタリストでもあった、ロブ・スクリップが加入することになった。
復活したバンドは、2007年9月21日に2ndアルバム『シャンバラ』をリリースした。

## メンバー
現在のメンバー
- ヴィトール・ヴェイガ (Vitor Veiga) - ボーカル
- アルベルト・キューリー (Alberto Kury) - キーボード
- グスタヴォ・ディ・パデュア (Gustavo di Padua) - ギター
- ロブ・スクリップ (Rob Scrip) - ギター
- フェルナンド・ジョヴァンネッティ (Fernando Giovannetti) - ベース
- ブルーノ・アグラ (Bruno Agra) - ドラムス

脱退、解雇されたメンバー
- Leandro Gomes - ギター
- Leandro Caçoilo- ボーカル
- Rick Mour- ギター

## ディスコグラフィー
- ルクスイテルナ(Luxaeterna) （2005年）
- シャンバラ(Shambala) （2007年）